# Daria Marjanović
Daria Marjanović (Sarajevo, lipanj 1959.) hrvatska je televizijska novinarka, voditeljica, urednica i prevoditeljica.

## Životopis
Diplomirala je romanistiku na Filozofskom fakultetu u Sarajevu 1984. s temom "Antonin Artaud, poetska avantura teatra". Nakon toga seli u Zagreb, predaje talijanski i francuski jezik, te postaje voditeljicom prevoditeljske službe na Univerzijadi u Zagrebu 1987. i odgovornom urednicom trojezičnoga "Sportskog rječnika" u 12 svezaka (Atletika, Gimnastika, Kajak, Košarka, Mačevanje, Nogomet, Odbojka, Plivanje, Skokovi u vodu, Tenis, Vaterpolo i Veslanje) i "Priručnika fraza i izraza u sportu" Univerzijade.
Na Hrvatskoj radioteleviziji radi od 1988. kao novinarka, a potom i urednica u Zagrebačkoj panorami te sudjeluje u posebnim kulturnim, zabavnim i sportskim projektima: Eurosongu, Eurokazu, Danima satire, Europskom prvenstvu u košarci, Europskom prvenstvu u atletici itd.
Prvu vlastitu tjednu emisiju Žuta minuta dobiva 1990. u timu koji pokreće mozaični HTV 2, a kasnije i ratni program Za slobodu te emisije Idemo dalje, Hrvatska zemlja i ljudi i Dobar dan. Od 1992. dnevna je urednica i voditeljica emisije Dobro jutro, Hrvatska, u sklopu kojega svaka dva tjedna radi i autorsko Dobro jutro subotom.
Od 1993. u paru s kolegom i prijateljem Joškom Martinovićem uređuje i vodi televizijske projekte Živa istina i Zlatna ribica, koji su tijekom sedam godina emitiranja postali vrlo popularni.
Nakon godine stručnog usavršavanja u Americi – PDY Program na Odsjeku za komunikacije Sveučilišta Tennessee u Knoxvilleu, 2001. radi samostalni dokumentarno-zabavni serijal Navodno, a zatim i nekoliko nastavaka magazina Cro Expo, rađenog paralelno na hrvatskom i engleskom jeziku. U to doba postaje stalnom izvjestiteljicom i nacionalnom koordinatoricom Hrvatske radiotelevizije za CNN World Report.
Od 2002. urednica je Hrvatske televizije za koprodukciju Alpe Dunav Jadran HTV-a i srednjoeuropskih javnih televizija: ta "zajednička suradnja ovih javnih televizija bila je u to vrijeme pravi presedan s obzirom na različite političke sustave i gospodarstva". Mentor joj je bio Branko Lentić, a svojedobno je u jednom intervjuu za tjednik Nacional izjavila da "uređivanje emisije Alpe Dunav Jadran doživljava kao osobitu čast". Istodobno je u razdoblju od 2004. do 2008. bila i urednica redakcije Dobro jutro, Hrvatska.
Sudjelovala je u prvim TV radionicama Stalne konferencije audovizuelnih medija Sredozemlja COPEAM u Alžiru – Ghardaïa 2005. kao polaznica i Sétif 2006. kao trener. Završila je Školu dokumentarca (2003.) i Radionicu internetskog novinarstva (2008.) na Visokoj školi novinarstva u Montpellieru u Francuskoj. Godine 2010. drugi put ide u Ameriku na godinu stručnog usavršavanja na Odsjeku novinarstva Državnoga sveučilišta Arizone u Phoenixu (Hubert H. Humphrey Global Leadership Program), gdje je kao završni rad izradila web portal svoje studijske grupe.
Uza sve navedeno, od 2002. do 2014. bila je stručna suradnica u nastavi na Odsjeku za novinarstvo Fakulteta političkih znanosti u Zagrebu.
Od 2013. do 2016. glavna je urednica Glasa Hrvatske, međunarodnoga programa Hrvatskoga radija, gdje je utemeljila multimediju, pokrenula internetske stranice i društvene mreže na 4 jezika (hrvatski, engleski, njemački i španjolski).
Članica je Udruge bivših studenata međunarodnih razmjena SAD-a (engl. alumni.state.gov), Američke udruge medijskih edukatora (engl. Broadcast Education Association), Međunarodne udruge frankofonih novinara (fr. Union internationale de la presse francophone) i Međunarodnog saveza turističkih novinara i pisaca (fr. Fédération Internationale des Journalistes et Écrivains du Tourisme).

## Nagrade i priznanja
Daria Marjanović dobitnica je niza domaćih i međunarodnih nagrada i priznanja, među kojima: 
- 1997. – nagrada "Marija Jurić Zagorka" Hrvatskoga novinarskoga društva za najbolju reportažu (Tiri-Tonda) i emisiju (Živa istina)[15]
- 2005. – nagrada Gold Remi na WorldFestu u Houstonu za reportažu "Love and Inclusion"[16]
- 2005. – nagrada Platinum Remi na WorldFestu u Houstonu za reportažu "Dolce vita in Rab"[1][16]
- 2009. – nagrada za najbolju mini reportažu pod nazivom "Winnetou živi" u kategoriji "Najbolji News Magazin" na Filmskom festivalu u New Yorku[17]
- 2011. – nagrada Bronze Remi na WorldFestu u Houstonu za dokumentarni film "Kornati, Stones Made of Heaven"[18]
- 2012. – druga nagrada na Međunarodnom natječaju za multimedijsku priču (engl. International Multimedia News Story Contest) za studijski projekt "Citizens of Nowhere"[19][20]

## Prijevodi s francuskog
- Annie Le Brun: "Iznenada gromada ponora, Sade", Zagreb: Globus, 1987. ISBN 86-343-0235-0
- Boris Vian: "Drencula: iz dnevnika Davida Bensona", Zagreb: Quorum, 1990., 6, 2–3 (30); str. 387–389[21] ISSN 0352-7654
- Boris Vian : "Korisnost erotske književnosti", Zagreb: Quorum, 1990., 6, 2–3 (30); str. 395–408.[22] ISSN 0352-7654
- Boris Vian : "Račić", Zagreb: Quorum, 1990., 6, 2–3 (30)[23] ISSN 0352-7654
- Jules Verne: "Claudius Bombarnac", Zagreb: Zoro, 2007. ISBN 978-953-6296-80-4
- Jules Verne: "Dvorac u Karpatima", Zagreb: Zoro, 2009. ISBN 978-953-298-016-5
- Annie Le Brun: "Radovan Ivšić i nepokorena šuma", Zagreb/Paris: MSU/Gallimard, 2015. ISBN 978-953-761-585-7
- Radovan Ivšić: "San na javi", Zagreb: Ex Libris, 2015. ISBN 978-953-284-117-6
- Radovan Ivšić: "Zapamtite ovo, dobro sve zapamtite", Zagreb: Ex Libris, 2015. ISBN 978-953-284-110-7
- Annie Le Brun: "Sade, en face i iz profila" ("Iznenada gromada ponora, Sade", ponovno izdanje) + "Ne može se okovati vulkane", Zagreb: Ex Libris, 2016. ISBN 978-953-284-132-9
- Olivier Neveux: "Poezija u očekivanju izvođača", u: Seadeta Midžić i Nada Bezić (ur.): "Družina mladih. Čudesna teatarska igra", Zagreb: ArTresor Naklada/Hrvatski glazbeni zavod, 2017., str. 255-258. ISBN 978-953-8012-30-3 / ISBN 978-953-99277-8-1

## Vanjske poveznice
- Večernji.hr – Vesna Petrović: »Daria Marjanović: Prevoditeljica sa šesnaest novinarskih odličja« (intervju) (objavljeno 25. studenoga 2012.), pristupljeno 28. ožujka 2016.
- Jutarnji.hr – Klara Rožman: »Daria Marjanović: Znam da te više neću vidjeti, ali i dalje si s nama« (objavljeno 3. lipnja 2010.), pristupljeno 28. ožujka 2016.
- [neaktivna poveznica]
- http://alpedunavjadran.hrt.hr/